# Поляна (Думіницький район)
Поляна (рос. Поляна) — присілок в Думіницькому районі Калузької області Російської Федерації.
Населення становить 30 осіб. Входить до складу муніципального утворення Село Маклаки.

## Історія
Від 2004 року входить до складу муніципального утворення Село Маклаки.

## Населення
| 2002 | 2010 |
| ---- | ---- |
| 37   | ↘30  |